# Metroid (espécie fictícia)
Metroid é uma espécie extraterrestre fictícia e antagonista recorrente na série de videogames Metroid. Originários do planeta SR388, normalmente são organismos flutuantes, semelhante com uma água-viva com núcleos internos e tem capacidade de absorver energia vital de qualquer forma de vida, geralmente causando a morte da vítima no processo. Esta energia também pode ser extraída do Metroid, permitindo que ela seja usada como fonte de energia viva.
Embora os Metroids sejam frequentemente descritos como parasitas, sua natureza de devorar imediatamente todas as formas de vida se assemelha mais à de um predador.

## Características
Os Metroids em SR388 possuem uma infinidade de diferentes estruturas e tamanhos corporais, resultado de seu complexo ciclo de vida que altera drasticamente sua fisiologia à medida que crescem. Eles começam a vida como criaturas semelhantes a águas-vivas antes de se fundirem em uma forma semelhante à de um artrópode, até que eventualmente atingem a idade adulta com as características de um tetrápode; várias mudanças de fisionomia e cascas são descartadas durante todo o processo.
Em Metroid II: Return of Samus e o remake Metroid: Samus Returns foi estabelecido um ciclo de vida de cinco estágios em que os Metroids nativos de seu planeta natal SR388 passam por duas etapas de mudança do exoesqueleto seguidas por dois estágios de mutação, amadurecendo assim através de cinco formas até então desconhecidas: Alpha Metroid, Gamma Metroid, Zeta Metroid, Omega Metroid e a incomum Rainha Metroid (esta última como a principal antagonista do jogo). Eles são frequentemente mostrados como vulneráveis a armas baseadas no gelo, como o Feixe de Gelo (Ice Beam) e armas de congelamento. Essas armas podem congelar a maioria dos Metroids instantaneamente, e muitas vezes tudo o que é preciso para acabar com eles depois que este é um forte impacto como um de um míssil.
Os Metroids foram originalmente bio-projetados por uma facção da antiga raça Chozo, a fim de combater os Parasitas X em SR388, mas eles se voltaram contra seus mestres, forçando este último a deixar o planeta.